# Araceli Segarra i Roca
Araceli Segarra i Roca (Lleida, 26 de març de 1970) és una alpinista i comunicadora catalana. L'any 1996 es convertí en la primera dona catalana a assolir el cim de l'Everest.

## Biografia
Nascuda a Lleida el 26 de març de 1970, es va iniciar esportivament en el món de l'espeleologia quan tenia 15 anys. La seva cota més profunda la va assolir a l'avenc GSEM (Tolox, Màlaga) a -1.070 metres. A partir dels 18 va començar a participar en altres esports relacionats amb la muntanya. La seva primera expedició a l'Himàlaia va ser al Broad Peak (Pakistan) (8.047 metres), on assolí els 7.100, a l'edat de 21 anys. Posteriorment es va traslladar a Barcelona per completar els seus estudis de fisioteràpia. Ja el 1992 va aconseguir el seu primer vuitmil, el Shishapangma central realitzat en estil alpí. Al mateix temps va seguir compaginant l'alta muntanya amb l'escalada tècnica.
El 1995 aconsegueix la diplomatura de Fisioteràpia, amb post-grau en fisioteràpia infantil. A l'estiu de 1995, torna a l'Himàlaia, a l'Everest per la cara nord i en estil alpí, arribant fins a 7.800 m. El 1996 torna a l'Everest per fer un rodatge d'una pel·lícula-documental en format IMAX, de l'ascensió de l'Everest utilitzant l'estil clàssic i oxigen, convertint-se en la primera dona espanyola en ascendir a l'Everest.
En els anys posteriors realitza expedicions a l'Índia, al Ganesh, de 6.796 m en 1997. Aquell any va rebre la medalla de bronze de la Reial Orde del Mèrit Esportiu, atorgada pel Consell Superior d'Esports. El 1999 realitza escalades a Mali.
El 2000 intenta el K2, per l'aresta Nord, a la Xina, desistint 7.500 m. A la primavera de 2001 intenta el Kanchenjunga retirant-se a 500 m del cim degut a mal temps. El 2002 torna al K2, on assoleix els 7.100 m per l'aresta sud-sud-est.
El 2003 de nou en el Karakorum ha d'abandonar a només 70 m del cim del Gasherbrum I de 8.046 m. A la tardor acaba la temporada a l'Ama Dablam de 6.812 m al Nepal. El 2007 torna a l'Everest per començar amb el rodatge de la segona part del documental en IMAX de l'Everest, aquest cop amb càmeres de 3D. El documental s'estrenà el 2013.
El 2008 publica els seus dos primers contes d'una col·lecció de set: "Tina a l'Everest", "Tina a l'Antàrtida", i més tard, "Tina a l'Aconcagua", "Tina al Kilimanjaro", "Tina al Denali", etc. Tina, la protagonista, una nena amb el cabell blau, intentarà arribar al cim més alt de cada continent.
El 2014, publica el seu primer llibre, Ni tan alt ni tan difícil, en castellà, català i traduït a l'italià. En aquesta obra, Segarra trasllada la seva experiència com a alpinista al paper, utilitzant la muntanya com a metàfora de la vida. El llibre està dirigit a aquells que desitgen emprendre projectes o superar reptes, oferint eines per conèixer-se millor a través de la visió d’una alpinista internacional. A través d’un recorregut per les muntanyes més altes del món, Segarra comparteix consells pràctics per assolir el cim, aplicables als objectius vitals.
El 2024 publica el seu segon llibre Expedició al sostre de vidre en català. Com a Una cordada a dues veus, Araceli Segarra i Marta Durán aborden els reptes que afronten les dones en la seva lluita per la igualtat de gènere. A través d'experiències personals, exploren temes com la perseverança, el treball en equip i el valor per superar obstacles i assolir fites, inspirant tant dones com homes a trencar barreres i lluitar per la igualtat. Ed. Rosa dels Vents.
En tots aquests anys, Araceli ha compaginat el muntanyisme amb activitats de conferenciant, escriptora i il·lustradora.

## Resum d'ascensions i intents
- 1987 Sima GESMA -1070 m Cimera Màlaga
- 1990 Mount Kenya 5.180 m Cimera Kenya
- 1991 Broad Peak 8.047 m Pakistan (7.100 m)
- 1992 Shishapangma Tibet 8.008 m Cim en estil alpí
- 1995 Everest Tibet 8,846 m, arribant a 7.800 m
- 1996 Everest Nepal 8.846 m, cim, primera dona de l'Estat Espanyol
- 1997 Ganesh (cim verge) 6.796 m 6.650 m Índia
- 2000 K2 8.611 m 7.500 m Xina
- 2001 Kangchenjunga 8.585 m 8.000 m Nepal
- 2002 Pakistan K2 8.611 m 7.100 m
- 2003 Gasherbrum I 8.063 m 8.000 m Pakistan
- 2003 Amadablam 6.812 m Cimera Nepal
- 2004 Torre Sense Nom 6.239 m Pakistan
- 2005 Kangchenjunga 8.585 m 7.500 m Nepal
- 2006 Pequeño Alpamayo de 5.350 m Cimera Bolívia
- 2006 Huayna Potosí 6.088 m Cimera Bolívia
- 2006 Sajama 6.542 m Bolivia. Cim